# سلطان العويس
سلطان بن علي بن عبد الله العويس (1925 - 4 يناير 2000) شاعر وتاجر وفاعل خير إماراتي. ولد في الحيرة من إمارة الشارقة. نشأ في أسرة محبّة للأدب فيها عدد من الأدباء. عمل بتجارة اللؤلؤ وغيرها، وتنقّل بين الهند والإمارات وعدد من دول العالم. أوقف جزءًا من ماله لتأسيس جائزة للإبداع الأدبي تحمل اسمه. يعد من رواد النهضة في الإمارات وقد قام بأعمال خيرية وإنسانية، وله مساهمات مماثلة في كافة النواحي الإنسانية والخيرية والثقافية على مستوى الوطن العربي. 

## سيرته
ولد سلطان بن علي بن عبد الله العويس في إحدى حارات بلدة الحيرة بإمارة الشارقة سنة 1925 م/ 1343 هـ أو يقال في 1922 م/ 1340 هـ وفيها تلقى تعليمه الأولى، ثم انتقل إلى دبي، وفيها التقى بالأدباء. نشأ في أسرة محبّة للأدب فيها، وأسرة عرفت بحبها الثقافة وإنجابها عدد من الشعراء والباحثين والأدباء مثل سالم بن علي العويس وعمران العويس وأحمد علي العويس وغيرهم. كانت عائلته من تجار اللؤلؤ، فقد كان والده علي بن عبد الله العويس من تجّار اللؤلؤ المهرة (الطواشين) فمارس سلطان العويس التجارة مع والده. وإلى جانب تجارة اللؤلؤ، عمل بأعمال أخرى متعددة، وتنقل ما بين الهند والإمارات. 

ثم قام بأعمال خيرية وإنسانية في الإمارات، وله مساهمات مماثلة في النواحي الإنسانية والخيرية والثقافية كافة على مستوى الوطن العربي، وهو أحد مؤسسي غرفة تجارة وصناعة دبي سنة 1965، وعضو في مجلس إدارتها لعدة دورات، وترأس مجالس إدارة العديد من كبريات الشركات المساهمة، وحمل عضوية الكثير منها، كما أسس عدداً من المدارس. 

توفي سلطان العويس في 4 يناير 2000/ 28 رمضان 1420 في دبي. 

## شعره

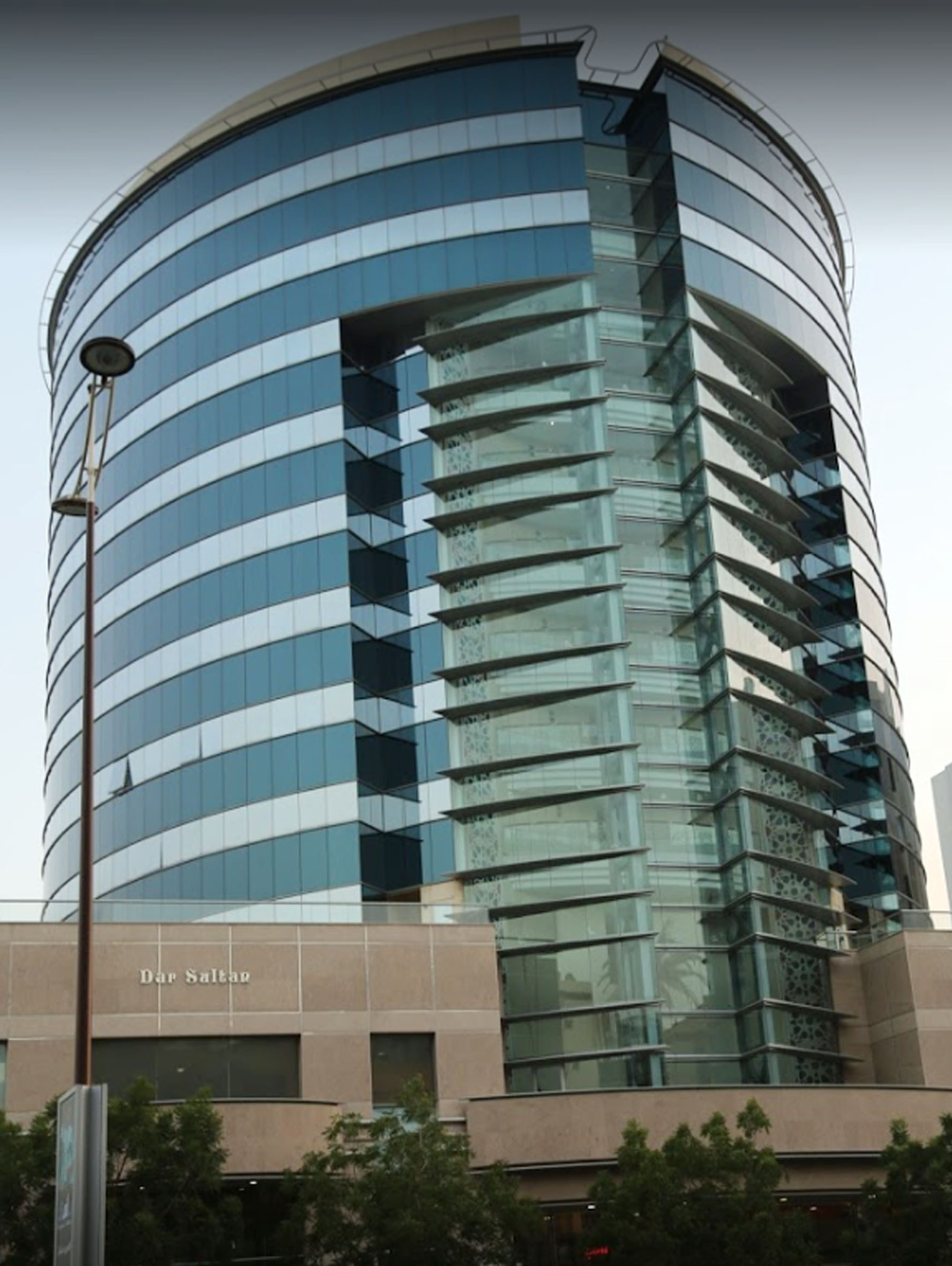
مؤسسة سلطان بن علي العويس الثقافية

بدأ كتابة الشعر منذ 1947 ونشرت أول قصيدة له في عام 1970 في مجلة الورود البيروتية. ويعتبر مقلاً في شعره، رغم أنه بدأ بنظمه منذ أكثر من 50 عاماً، ويعتبر في مقدمة الشعراء بدولة الإمارات وحلقة الوصل بين جيلين من الأدباء والشعراء، وطليعة شعراء الغزل في الخليج العربي . «والإنتاج الشعري لسلطان العويس يلامس أوتار قلوب العديد من الناس على اختلاف مشاربهم، فهو يتسم بسحر البيان ولطافة الأداء والصدق في اللحظة، كما أنه صادق في ترجمة عمق الذات رغم ما يبدو للوهلة الأولى من أن موضوع حديثه يفوق المتداول ويتعالى في المطلق ويعود ذلك إلى عدم التكلف لديه.»

## مؤسسة سلطان بن علي العويس الثقافية
أسس الشاعر «سلطان بن علي العويس» جائزة دائمة بتاريخ 17 ديسمبر 1987، تحمل اسمه بهدف تكريم الأدباء والمفكرين العرب وقد تشكلت أول أمانة عامة للجائزة بإشراف اتحاد كتاب وأدباء الإمارات، وفي عام 1992 تحولت الجائزة إلى مؤسسة ثقافية مستقلة تحت اسم «مؤسسة سلطان بن علي العويس الثقافية» 

## جوائزه وتكريمه
- كرمه الدولة الإمارات ورئيسها الشيخ زايد بن سلطان آل نهيان.
- كرمته جامعة الدول العربية ضمن مهرجان تكريم المبدعين عام 1999. [7]

## مؤلفاته
- ديوان سلطان العويس: المجموعة الكاملة، 1993
- في مرايا الخليج

## وصلات خارجية
- مؤسسة سلطان بن علي العويس الثقافية